# Andreas Rettig

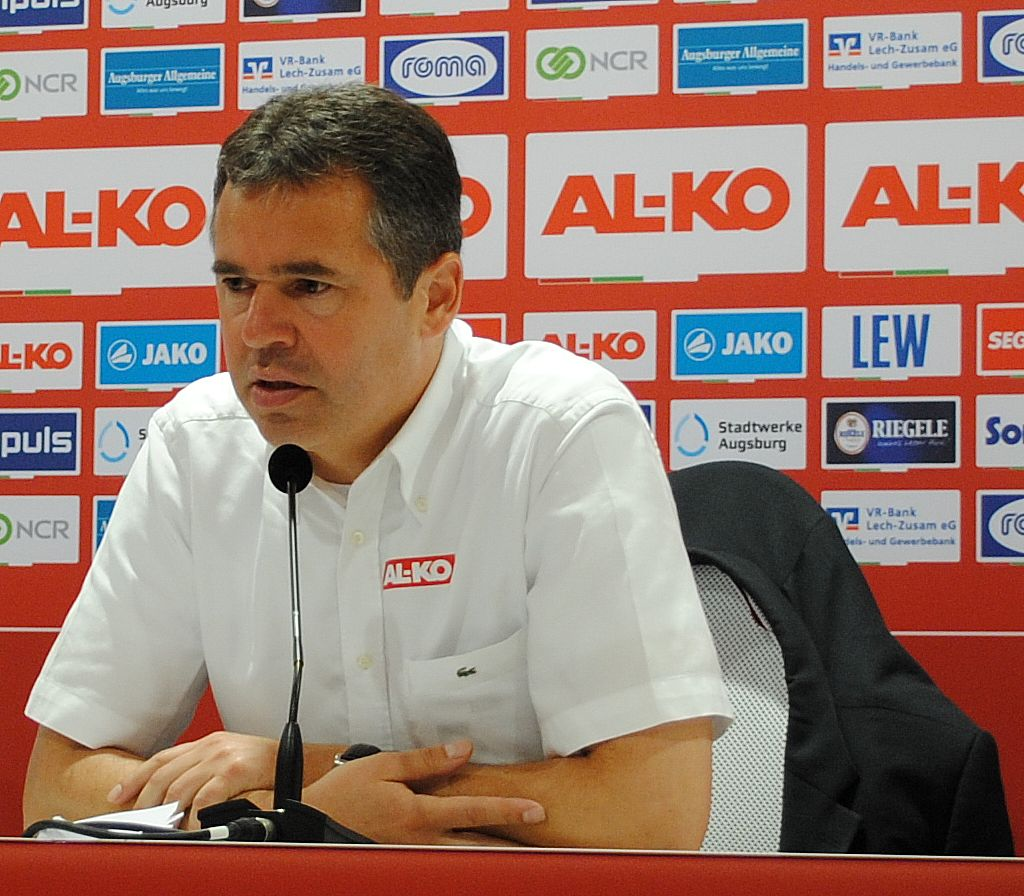
Andreas Rettig bei einer Pressekonferenz im August 2010.

Andreas Rettig (* 25. April 1963 in Leverkusen) ist ein Fußballfunktionär und ehemaliger Fußballspieler. Seit September 2023 ist er DFB-Geschäftsführer Sport.
Zuvor war er unter anderem DFL-Geschäftsführer und Manager bei den Bundesligisten SC Freiburg, 1. FC Köln und FC Augsburg. Seine Karriere begann bei der Bayer AG sowie Bayer 04 Leverkusen, wo er zuletzt Mitglied des Vorstands war.

## Karriere
Rettig war Spieler bei den Vereinen FV Bad Honnef, SC Viktoria Köln, SC Brück und Wuppertaler SV. Hier spielte er in der Oberliga Nordrhein unter anderem mit Klaus-Dieter Nuyken zusammen. Als Rechtsaußen gab er die Flanke herein, die zu Nuykens Tor des Monats vom Januar 1985 führte.
Seit 1984 war Rettig bei der Bayer AG sowie Bayer 04 Leverkusen tätig. Bis 1987 wurde er dort zum Industriekaufmann ausgebildet, bis 1989 wurde er in der Wirtschaftsassistenz fortgebildet. Zuletzt war er bis 1998 Mitglied des Vorstands.
Anschließend war er von Frühjahr 1998 bis zum 20. März 2002 Manager des Bundesligisten SC Freiburg.
Am 21. März 2002 wurde Rettig Manager des 1. FC Köln. In der Saison 2005/06 übernahm er die Verantwortung für den schlechten Start und trat am 17. Dezember 2005 zurück.
Von Juli 2006 bis Juli 2012 war Rettig Manager beim FC Augsburg, der 2011 erstmals in die Fußball-Bundesliga aufstieg und seitdem im Oberhaus des deutschen Fußballs vertreten ist. In Rettigs Zeit verzehnfachten sich die Mitglieder auf 10.000, versechsfachten sich die Dauerkarten auf 18.000, und der Zuschauerschnitt verdoppelte sich auf 30.000. Zum Ende der Spielzeit 2011/12 gab er seinen Abschied bekannt.
Von 2007 bis 2010 war Rettig Vorstandsmitglied der Deutschen Fußball Liga (DFL) und des Deutschen Fußball Bundes.
2011 und 2013 galt Rettig als Favorit neuer Manager des HSV zu werden, lehnte jedoch Angebote mit einem Jahresgehalt von knapp einer Million Euro ab.
Ab dem 1. Januar 2013 folgte Rettig Holger Hieronymus als DFL-Geschäftsführer nach. In dieser Funktion bewährte er sich als Moderator, etwa in der Sicherheitsdiskussion, der Lizenzierung und dem Dauerthema Torlinientechnik. Anfang 2015 bat Rettig den DFL-Aufsichtsrat um Auflösung seines Vertrages, weil er seine Zukunft im Klubfußball sehe.
Ab dem 1. September 2015 war Rettig kaufmännischer Geschäftsleiter beim FC St. Pauli, für den er besser dotierte Angebote aus der Bundesliga ablehnte. Im November 2016 übernahm er dort zusätzlich nach der Trennung von Thomas Meggle kommissarisch den Posten des Geschäftsleiter Sport, ehe dieser im Oktober 2017 mit Uwe Stöver neu besetzt wurde. Im April 2019 übernahm er zusätzlich Stövers Aufgaben nach dessen Entlassung bis zum Ende der Saison 2018/19. Zum 30. September 2019 schied Rettig aus persönlichen Gründen aus dem Verein aus.
Am 2. Mai 2021 stellte Günter Pütz, Präsident des FC Viktoria Köln, Andreas Rettig als neuen Vorsitzenden der Geschäftsführung vor. Die auf vier Jahre ausgelegte Zusammenarbeit, endete jedoch bereits am 2. Mai 2022, da es unterschiedliche Vorstellungen über die notwendigen nächsten Schritte bei der zukünftigen Entwicklung der Viktoria gab.
Nach der Abberufung von Martin Kind als Geschäftsführer der ausgegliederten Profifußball-Gesellschaft von Hannover 96 wurde Rettig als Nachfolger gehandelt.
Am 15. September 2023 wurde Rettig als Nachfolger von Oliver Bierhoff zum neuen DFB-Geschäftsführer Sport berufen.

## Privates
Rettig ist verheiratet und Vater einer Tochter. Er spricht sich für soziale Verantwortung in der Fußballbranche aus und setzt sich besonders für die Nachwuchsförderung ein. Er ist Vereinsmitglied von Rot-Weiss Essen. Gesellschaftspolitisch engagiert er sich insbesondere mit dem SAP-Gründer und Mäzen Dietmar Hopp.